# 약손명가
약손명가는 한국의 체형 및 얼굴관리 전문 프랜차이즈 브랜드로, 1979년에 첫 개점했으며 현재 주식회사 약손명가헬스케어에서 운영 중이다. 본사는 서울 강남구 영동대로에 있으며, 대표는 이병철이다.

## 사건 및 사고

### 일가족 자택 내 총격 살해 및 폭발물 설치 사건
2025년 7월 20일, 인천 송도에 거주하던 63세 남성 B씨가 자신의 생일 파티 도중 잠시 자리를 비운 뒤 사제 총기를 들고 아파트 33층 자택으로 돌아와 아들 A씨에게 실탄 2발을 발사해 살해하고 도주하는 사건이 발생했다. 피해자인 A씨는 약손명가’의 대표의 아들로 알려졌으며, 사건 이후 B씨는 서울에서 긴급 체포되었고, 경찰 조사 과정에서 본인의 도봉구 쌍문동 자택에 폭발물을 설치해두었다고 진술하였다. 해당 자택은 약손명가 대표 명의로 되어 있었으며, 경찰특공대가 수색한 결과 시너가 담긴 페트병, 세제통, 우유통 등으로 제작된 폭발물 15개가 타이머가 연결된 상태로 발견되었고, 이는 7월 21일 낮 12시에 점화되도록 설정되어 있었던 것으로 확인되었다. 경찰은 본 사건의 범행 동기를 가족 간 불화로 추정하고 있다.